# Byhøj von Nørre Tranders
Der Byhøj von Nørre Tranders ist ein östlich von Aalborg in Jütland in Dänemark gelegener, im Jahr 2001 ausgegrabener Byhøj von etwa 15.000 m² Größe. 
Der Fundplatz umfasst etwa 150 Langhäuser, einige kleinere Nebengebäude und ein Dutzend Keller aus der römischen Eisenzeit. 
Ein abgebranntes Haus aus dem 1. Jahrhundert v. Chr. ergab für die Archäologen eine Fülle von Informationen über die frühe Eisenzeit in Dänemark. Brandkatastrophen liefern unter Aschenresten verborgen oft Momentaufnahmen des Alltagslebens zu einem bestimmten Zeitpunkt, wie die erhaltenen Reste von Pompeji zeigten. Bei den Ausgrabungen in diesem bäuerlichen Anwesen fanden die Archäologen Reste von sieben Kühen, drei Pferden, vier Schafen, einem Schwein und einem Hund. Dazu kamen die Skelette von zwei Erwachsenen und vier Kindern. Funde von dieser Brandstätte sind im Lindholm Høje Museet zu sehen.